# Venusia webbi
Venusia webbi là một loài bướm đêm trong họ Geometridae.